# John Rae (Ökonom)
John Rae (* 1. Juni 1796 in Aberdeen; † 12. Juli 1872 in New York City) war ein schottisch-amerikanischer Lehrer, Mediziner und Ökonom.
John Rae studierte Klassische Altertumswissenschaft, Mathematik und Medizin an den Universitäten Aberdeen und Edinburgh.

## Rezeption
Sein Hauptwerk Statement of some Principles on the Subject of Political Economy nahm mit seiner Kapitaltheorie wichtige Elemente der späteren Grenznutzentheorie vorweg, wie sie etwa im Werk von Eugen Böhm von Bawerk formuliert wurde. Obwohl John Stuart Mill in seinen Principles of Political Economy häufig aus ihm zitiert, geriet es für längere Zeit in Vergessenheit, bevor es 1902 in einer gekürzten und überarbeiteten Version unter dem Titel "The Sociological Theory of Capital" neu veröffentlicht wurde und ein sehr positives Echo bei Vertretern der Neoklassik auslöste.

## Werke
- Statement of Some New Principles on the Subject of Political Economy, Exposing the Fallacies of the System of Free Trade, And of some other Doctrines maintained in the „Wealth of Nations“. 1834.